# Delma Savorelli
Delma Savorelli (9 aprile 1939) è una velocista italiana, primatista italiana dei 400 metri piani tra la fine degli anni 1950 e l'inizio degli anni 1960.

## Biografia
Nel 1957 fu campionessa italiana assoluta dei 400 metri piani e della staffetta 4×100 metri; quello stesso anno migliorò tre volte il record italiano dei 400 metri piani. Nel 1958 migliorò ulteriormente il record e conquistò la medaglia d'oro nella medesima disciplina ai campionari italiani assoluti.
Ai campionati italiani del 1962 si diplomò nuovamente campionessa italiana assoluta e abbassò ulteriormente il record italiano dei 400 metri piani, portandolo prima a 56"4 il 31 maggio ad Alessandria e poi a 56"3, il 7 luglio a Londra.

## Record nazionali
- 400 metri piani:
  - 1'01"1 ( Milano, 31 marzo 1957)
  - 59"2 ( Milano, 1º settembre 1957)
  - 59"0 ( Bologna, 13 settembre 1957)
  - 58"4 ( Pisa, 6 luglio 1958)
  - 56"4 ( Alessandria, 31 maggio 1962)
  - 56"3 ( Londra, 7 luglio 1962)

## Palmarès
| Anno | Manifestazione | Sede     | Evento | Risultato | Prestazione | Note |
| ---- | -------------- | -------- | ------ | --------- | ----------- | ---- |
| 1962 | Europei        | Belgrado | 400 m  | Batteria  | 56"9        |      |

## Campionati nazionali
- 3 volte campionessa italiana assoluta dei 400 metri piani (1957, 1958, 1962)
- 1 volta campionessa italiana assoluta della staffetta 4×100 metri (1957)

1957
- Oro ai campionati italiani assoluti, 400 m - 59"0
- Oro ai campionati italiani assoluti, staffetta 4×100 m - 48"6 (con Nadia Saviotti, Anna Bellondi, Letizia Bertoni)

1958
- Oro ai campionati italiani assoluti, 400 m - 58"9

1962
- Oro ai campionati italiani assoluti, 400 m - 57"6